# FoIP
Le fax sur réseau IP, ou FoIP pour « Fax over IP », est une technique qui permet d'émettre des télécopies via Internet ou tout autre réseau acceptant le protocole TCP/IP. Cette technologie est utilisée pour supporter le service de fax IP. On utilise pour cela les mêmes protocoles et les mêmes architectures que ceux mis en œuvre pour la voix sur IP.
L'une des problématiques du transfert de fax sur de la VoIP est que les codecs habituellement employés pour la voix dégradent de manière significative le signal et empêchent alors les fax de transiter correctement, la bande passante nécessaire à un fax étant supérieure à celle de la voix.
Les protocoles utilisés dans la transmission des fax peuvent être le protocole T.38 pour le temps réel ou T.37 pour le mode différé (Store and Forward). Les passerelles de conversion utilisent un codage propre au fax : le codec G.711 u-law.
D'autres codecs peuvent être utilisés sous conditions comme le G.726.